# Fantasma de las Navidades Pasadas
El Fantasma de las Navidades Pasadas o el Espíritu de las Navidades Pasadas es un personaje de A Christmas Carol (Un cuento de Navidad), obra de Charles Dickens. 
El Espíritu de las Navidades Pasadas fue el primero de los tres espíritus (después de la visita de Jacob Marley) que se aparecieron ante el avaro Ebenezer Scrooge, con el fin de que este cambiara su forma de pensar y se arrepintiera. Es la segunda aparición que Scrooge contempla esa noche. Se lo ve como un hombre avaro, gruñón y solitario. Cuando va cambiando se lo ve feliz y como un hombre agradecido en la Navidad católica y cristiana.
El Fantasma le muestra a Scrooge escenas de su pasado que ocurrieron en días cercanos a la víspera de Navidad, intentando demostrarle la necesidad de cambiar su actitud hacia a la Navidad y sus conocidos.
La aparición del Fantasma también tiene la función de describirle al lector cómo Scrooge se convirtió en la desagradable persona que es y el por qué de su particular aversión hacia la Navidad.

## Apariencia del Fantasma
De acuerdo con la novela de Dickens, el Espíritu de la Navidad Pasada aparece ante Scrooge «como un ser de figura andrógina, de 60 años que representa lo viejo que es el pasado, vestido como con una especie de túnica blanca, esta túnica representa cuando uno es joven y es bautizado». A pesar de que el fantasma es a menudo descrito como una mujer en la mayoría de las adaptaciones dramáticas, Dickens se dirige al Espíritu de la Navidad Pasada solo como «él».

## El Fantasma en la obra
El Espíritu de las Navidades Pasadas le mostró a Scrooge su niñez, qué pasó en el internado, que guardaba rencor contra él porque su madre murió al parirlo y por qué comenzó a tornarse en un solitario. Después de esto, el Fantasma le permite a Scrooge verse joven, como cuando trabajaba como aprendiz en la empresa del señor Fezziwig. También lo acompaña a rememorar y cómo conoció a Belle, una hermosa joven de la que se enamora y hace su prometida. La siguiente visita al pasado que le permite el Fantasma a Scrooge, es el día en que su relación con Belle se ha resquebrajado por su obsesión con el dinero. Le permite, además, ver cómo ella pudo ser feliz con otro hombre. Finalmente, el espíritu le muestra a Scrooge la completa apatía y falta de sensibilidad ante la muerte de su socio Marley.
Después de esta visión, Scrooge, y lleno de ira, extingue al Espíritu de la Navidad Pasada. Entonces vuelve a encontrarse solo en su dormitorio.